# Рийон, Андрес
Андре́с Эухенио Рийо́н Романи (исп. Andrés Eugenio Rillón Romani; 27 декабря 1929, Винья-дель-Мар — 5 января 2017, Сантьяго) — чилийский адвокат, комик и актёр.

## Биография
Изучал право в Чилийском университете и в 1963 году получил титул адвоката. Также изучал кино в Католическом университете Чили.
Был руководителем Избирательной службы Чили с 1965 по 1977, при этом с 1965 по 1968 — в статусе исполняющего обязанности.
Выступал в роли актёра, кинопродюсера и режиссёра театра. Также, в течение 10 лет, с 1976 по 1986, был телекритиком в газете El Mercurio и юмористическим колумнистом в журнале Qué Pasa (1972—1973) и вечерней газете La Segunda.
На телевидении был членом актёрского состава комедийных передач Jappening con ja (1983—1989) и Mediomundo (1985—1992), где получил известность своим персонажем Доном Пио. Он также снялся в серии рекламных роликов для колбасной компании Winter в начале 1990-х годов. В кино снялся в фильмах Король Сан-Грегорио (2007) и Héroes: el asilo contra la opresión (2015).

## Публикации
- Cosas que podrían interesarle a más de alguien (2008)